# Eosinòfil

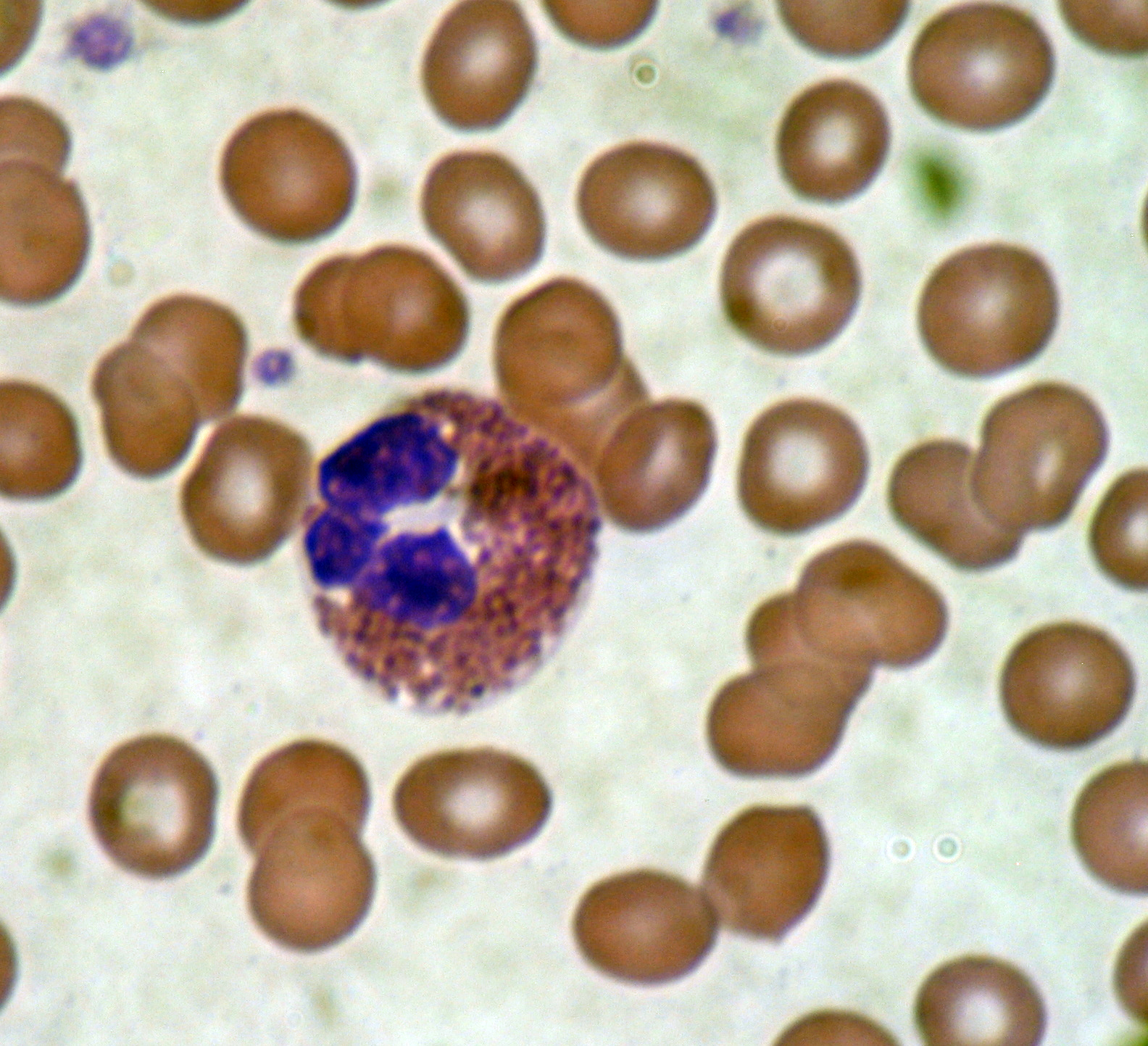
Eosinòfil al microscopi (400 ×) d'una extensió sanguínia. Uns glòbuls vermells envolten l'eosinòfil, dues plaquetes a l'extrem superior esquerre.

L'eosinòfil és un leucòcit granular de nucli bilobulat amb grànuls eosinòfils al citoplasma (grànuls específics). Els eosinòfils, vistos al microscopi òptic, es tenyeixen de color vermell-taronja amb colorants àcids com l'eosina. A més, a la zona central hi ha unes inclusions amb forma de cristall fortament azuròfiles davant la tinció de Giemsa (grànuls inespecífics), les quals contenen proteïnes per a combatre paràsits i enzims. La seva mida oscil·la entre 12 i 17 μm. Representen del 0 al 7% dels leucòcits de la sang, amb una concentració d'entre 0 a 800 eosinòfils per mm³.
Són cèl·lules fagocitàries que tenen afinitat pels complexos antigen-anticòs, per tant la majoria dels eosinòfils són atrets per quimiotaxi. També poder ser atrets per substàncies alliberades pels basòfils com la histamina. Poden regular la resposta al·lèrgica i les reaccions d'hipersensibilitat mitjançant la neutralització de la histamina per la histaminasa i alhora produint un factor inhibidor derivat per inhibir la desgranulació de les cèl·lules cebades o dels basòfils, que contenen substàncies vasoactives.
Els eosinòfils tenen un paper de defensa de l'individu contra els microorganismes no fagocitables, tenen una funció citotòxica (per les seves proteïnes granulars), immunoreguladora (per les citocines que allibera) i són capaços de participar en la reparació i remodelació tissular (alliberant TGFβ).

## Funcions
- Migració a llocs on existeix una reacció al·lèrgica o inflamació.[6][7]
- Destrueixen paràsits.[8]
- Destrueixen complexos Ag-Ac.
- Moderen la reacció inflamatòria.

## Alteracions

### Eosinopènia
L'eosinopènia apareix quan hi ha una concentració d'eosinòfils per sota els valors de referència, normalment amb una neutropènia:
- A la majoria de les infeccions degut a la seva hiperactivitat.[10]
- A situacions d'estrès.
- En un infart agut de miocardi.
- En tractaments amb fàrmacs com: corticoides, adrenalina…

### Eosinofília
L'eosinofília apareix quan hi ha una concentració d'eosinòfils per damunt dels valors de referència, normalment amb una neutropènia:
- A algunes infeccions agudes com l'escarlatina o el xarampió.
- A algunes infeccions cròniques com la lepra.
- Infestacions parasitàries.
- Hemopaties malignes.